# Остроопашат тетрев
Остроопашатият тетрев (Tympanuchus phasianellus) е вид птица от семейство Phasianidae.

## Разпространение
Видът е разпространен в Канада и САЩ.